# Konståret 1990

## Händelser

### Januari
- 19 januari – August Malmströms målning Grindslanten från 1890-talet säljs av hotellägarparet Ingvar och Siv Gustafsson från Malmö till bilhandlare Kjell Strandberg i Västerås till ett pris som uppges ligga på mellan 5 och 6 miljoner SEK.[1]

### April
- 24 april – August Strindbergs målning Underlandet från 1894 säljs på Bukowskis internationella vårauktion i Stockholm för 22,6 miljoner SEK till konsthandlare Winston Håkansson, vilket innebär nytt prisrekord i Sverige för en tavla målad av August Strindberg.[1]

### Maj
- 15 maj – Vincent van Goghs målning Porträtt av dr Gachet från 1890 säljs på Christie's i New York för 82,5 miljoner amerikanska dollar.[1]

### November
- 5 november – Prins Eugen-medaljen tilldelas Einar Höste, skulptör, Bengt Hidemark, arkitekt, Ingrid Dessau, konsthantverkare, Per Kirkeby, dansk skulptör, och Syvønne Anker Aurdal, norsk konsthantverkare.
- 13 november – Tre målningar som tillhört Greta Garbo säljs på Sotheby's i New York för 16 miljoner amerikanska dollar.[1]

### Okänt datum
- Konstmuseet Kaisma inleder sin verksamhet.
- Föreningen Nutidskonst upphör

## Verk
- Damien Hirst – Tusen år

## Utställningar
- British Art Show på Hayward Gallery.

## Födda
- 16 maj – Stass Shpanin, amerikansk målare.
- 7 juni – Sanki King, pakistansk graffitikonstnär.
- 14 augusti – Black Spark, amerikansk regissör och fotograf.
- okänt datum – Henry Gunderson, amerikansk målare.

## Avlidna
- 1 februari - Lauritz Falk (född 1909), svensk skådespelare, regissör, sångare och konstnär.
- 16 februari - Keith Haring (född 1958), amerikansk konstnär.
- 8 mars - Asmund Arle (född 1918), svensk skulptör.
- 4 augusti - Mathias Goeritz (född 1915), tysk-mexikansk målare och skulptör.
- Birgitta Lilliehöök (född 1899), svensk tecknare och diktare.
- Einar Bager (född 1887), svensk konstnär och historiker.
- Emma Wiberg (född 1901), svensk damastväverska.
- Thage Nordholm (född 1927), svensk konstnär.
- Antal Biró (född 1907), ungersk-svensk konstnär.

### Fotnoter
1. 1 2 3 4   Horisont 1990. Bertmarks